# Mariano Bernardo
Jhonatan Mariano Bernardo (* 7. listopadu 1988, São Paulo) je brazilský fotbalový útočník, od roku 2020 hrající v thajském týmu Chiangmai FC.

## Fotbalová kariéra
Svoji fotbalovou kariéru začal v Jacareí Atlético Clube. Mezi jeho další angažmá patří: SC Corinthians Paulista, 1. FC Tatran Prešov, Pogoń Szczecin, ŠK SFM Senec, MFK Zemplín Michalovce a 1. FK Příbram.